# Tall Timayy
Tall Timayy (arabiska: تل تمي) är en kulle i Egypten.   Den ligger i guvernementet Ad-Daqahliyya, i den norra delen av landet, 100 km norr om huvudstaden Kairo. Toppen på Tall Timayy är 12 meter över havet.
Terrängen runt Tall Timayy är mycket platt. Runt Tall Timayy är det mycket tätbefolkat, med 1 517 invånare per kvadratkilometer. Närmaste större samhälle är Al Manşūrah, 16,8 km nordväst om Tall Timayy. Trakten runt Tall Timayy består till största delen av jordbruksmark.